# Munera
Munera es un municipio español situado al sureste de la península ibérica, en la provincia de Albacete, dentro de la comunidad autónoma de Castilla-La Mancha. Está ubicado en la comarca del Campo de Montiel, en La Mancha. Se encuentra a 57 km de la capital provincial. Cuenta con 3395 habitantes (INE 2024).

## Toponimia
Existen cuatro hipótesis de la procedencia etimológica del nombre de Munera: 
- El investigador don Gonzalo Arias Bonet dice que la palabra munera es el nominativo plural de la palabra munus y que por tanto significa edificios públicos construidos y regalados por un particular. Estos edificios públicos podían ser templos. Munera en la antigua Roma eran también las obras públicas y eventos ofrecidos por las clases altas al pueblo, un conocido ejemplo de munera eran las luchas de gladiadores.
- La segunda hipótesis es del académico de la Real Academia de la Historia don Jaime Oliver Asín, que a su juicio la palabra munera se deriva del diminutivo árabe munayira, que significa atalaya pequeña.
- La tercera hipótesis propone que la palabra munera procede del acto de regalo que el monarca reconquistador de estas tierras, Alfonso VIII, rey de Castilla, hizo en 1213 a favor de su hija doña Berenguela.
- La cuarta hipótesis, se encuentra en la obra del Padre fray Esteban Pérez de Pareja, sobre La Primera Fundación de Alcaraz, del año 1740, donde se comenta que Munera la fundó el rey Muno, y de aquí su antiguo nombre íbero de Munóbriga (o probablemente celtíbero, donde briga significa fuerte, ciudad, población o cerro).

## Geografía
Integrado en la comarca de Sierra de Alcaraz y Campo de Montiel, se sitúa a 56 kilómetros de la capital provincial. El término municipal está atravesado por la carretera nacional N-430, entre los pK 452 y 463, además de por las carreteras autonómicas CM-316, que se dirige hacia La Roda, CM-3119, que conecta con Villarrobledo, y CM-3133, que permite la comunicación con El Bonillo.   
El término municipal de Munera limita al norte con el de Villarrobledo, al este con el de La Roda, al sureste con el de Lezuza, y al sur y al oeste con el de El Bonillo.
El relieve del municipio es predominantemente llano, con algunos cerros aislados, como Cabezuela (995 metros), Cerro Latronero (940 metros) o Cerro Mirones (925 metros). Está bañado por el río Córcoles, que discurre entre Lezuza y El Bonillo, por el suroeste del territorio. La altitud oscila entre los 995 metros (Cabezuela) y los 770 metros al noreste. El pueblo se alza a 920 metros sobre el nivel del mar.  

## Demografía
Cuenta con una población de 3395 habitantes (INE 2024).
| Gráfica de evolución demográfica de Munera entre 1842 y 2021                                                          |
| |
| Población de derecho según los censos de población del INE. Población de hecho según los censos de población del INE. |

## Administración
| Periodo   | Nombre                             | Partido |
| --------- | ---------------------------------- | ------- |
| 1979-1983 | Alfonso Játiva Martínez            | UCD     |
| 1983-1987 | Alfonso Játiva Martínez            | UCD     |
| 1987-1991 | Alfonso Játiva Martínez            | CDS     |
| 1991-1995 | Lourdes Varea Morcillo             | PSOE    |
| 1995-1999 | Lourdes Varea Morcillo             | PSOE    |
| 1999-2003 | Lourdes Varea Morcillo             | PSOE    |
| 2003-2007 | Lourdes Varea Morcillo             | PSOE    |
| 2007-2011 | Pedro Pablo Sánchez Esteso         | PP      |
| 2011-2015 | Pedro Pablo Sánchez Esteso         | PP      |
| 2015-2019 | Ángeles Martínez García            | PP      |
| 2019-2023 | Desiderio Martínez Martínez (Yete) | PSOE    |
| 2023-act. | Desiderio Martínez Martínez (Yete) | PSOE    |

## Patrimonio

### Yacimientos arqueológicos
El pueblo, su término, y concretamente este y sus aledaños, puede considerarse como una inmensa estación arqueológica de primer orden: hachas de piedra tallada pulimentada -del Neolítico y del Paleolítico-, puntas de flecha de pedernal, de hierro y de cobre, candiles, etc., se encuentran con bastante frecuencia por estas tierras.
Los yacimientos arqueológicos forman como un arco de este a noroeste pasando por el sur del término, como si se fueran agarrando a las primeras estribaciones de la Sierra de Alcaraz que por esta zona apuntan. 
El actual término municipal de Munera estuvo cruzado por una vía romana de sudoeste a nordeste, llamada en otros tiempos Camino Real, ahora Vereda de los Serranos, que era esta vía de las llamadas terrenas, o sea, que no estaba fabricada con piedras superpuestas formando una calzada ya que el terreno que atraviesa pertenece, según el Instituto Geológico y Minero de España, al Jurásico Inferior, terreno de dolomías y calizas, muy duro y pedregoso.

### Molinos del Córcoles
También puede citarse su extenso patrimonio histórico-hidráulico, en relación con la ribera del río Córcoles, representado por los antiguos molinos del Córcoles, canales, sifones y acueductos.

### Castillo y Los Casares

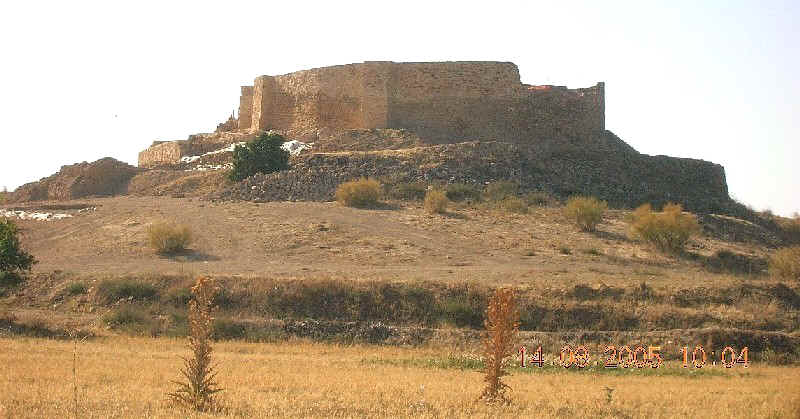
Castillo de Munera.

Antes de las avenidas controladas documentalmente debieron ocurrir otras y por esta razón, sumada a la destrucción del castillo, los hombres responsables del pueblo decidieron trasladar el emplazamiento del casco urbano, a finales del siglo XV, a un lugar más ventajoso, hallándose el emplazamiento ideal a pocos metros del antiguo, lugar que hoy ocupa.
Hay que tener en cuenta que la iglesia parroquial se comenzó a construir en el año 1500, por lo que el nuevo emplazamiento es anterior a ese año.
El conjunto de restos arquitectónicos y arqueológicos constituido por el castillo y la Casa Fuerte o Los Casares se encuentra situado al suroeste de la actual población de Munera, ocupando una pequeña elevación y las inmediaciones de la misma junto al cauce del río Córcoles. 
El origen del castillo de Munera puede remontarse a época de la dominación musulmana, como han puesto de manifiesto algunos historiadores, y su construcción puede estar relacionada con las diversas campañas militares durante la conquista árabe y la Reconquista y con el control de las vías de comunicación, con la vigilancia estratégica de un ramal interior del antiguo camino entre la costa mediterránea y Andalucía, el llamado Camino de Aníbal o Vía Augusta, que continuó utilizándose durante la Edad Media. 
Existen pocas noticias documentales en relación con el castillo. Tras la reconquista del territorio en que se encuentra Munera por el rey Alfonso VIII en el siglo XIII, parece ser que este pasó a formar parte del señorío de Villena, integrándose en el concejo de Alcaraz, como puede demostrarse a través de un documento posterior, fechado en 1365, relativo a una carta de confirmación otorgada por el concejo de Alcaraz al lugar de Munera de una dehesa boyal. De esta manera se integró en una zona de repoblación problemática por extrema y limítrofe con los territorios de dominio de las órdenes militares de San Juan y Santiago. A partir de estos momentos el devenir histórico del castillo aparece ligado al propio del marquesado de Villena, y a sus luchas feudales, su final pudo acaecer pocos años después del asedio de Alcaraz en 1475, como consecuencia de la orden de demolición por parte de Isabel la católica de los castillos de la conflictiva región.
El castillo, que cuenta con la condición de Bien de Interés Cultural, ha sido sometido a diversas intervenciones arqueológicas y arquitectónicas de restauración, de modo esporádico, durante las décadas de 1980 y 1990, aunque a mediados de la década de 1990 el estado de deterioro en algunos puntos del edificio resultaba preocupante. Por eso, a partir de 1998 se emprendió un proyecto de puesta en valor del mismo, así como del edificio de Los Casares, al norte del castillo, con el fin de evitar la degradación acelerada de los restos, obtener datos arqueológicos que permitan enriquecer el conocimiento sobre el conjunto y recuperar el mismo para su uso y disfrute por parte de la sociedad, convirtiéndolo en un centro cultural visitable. Dicho proyecto es promovido y financiado por el Ayuntamiento y cuenta con la subvención económica de la Junta de Comunidades de Castilla-La Mancha, habiéndose llevado a cabo cinco fases de actuación hasta el momento. 
Las premisas de intervención que se han tomado contemplan, en primer lugar, la consolidación arquitectónica de los restos, debido a la inminencia del derrumbe de algunos de los mismos al iniciar el proyecto, como era el caso de la torre del homenaje y de gran parte de los lienzos de Los Casares; en segundo lugar, la documentación arqueológica, ya que muchos restos se encontraban sepultados por las propias ruinas del castillo, caso del muro barbacana, por lo cual es necesaria la excavación, que además permitirá conocer el origen y evolución arquitectónica e histórica de los edificios; y en tercer lugar, la restauración de muchos de los restos que permita ofrecer al visitante una idea de la arquitectura original del conjunto, aunque huyendo siempre de la reconstrucción sistemática que pueda enmascarar los restos originales, distinguiéndolos mediante diversos procedimientos de las restituciones emprendidas. Los tres frentes de actuación han sido abordados en paralelo, dada su interrelación, con el fin de dar la mayor eficacia en la puesta en valor. 

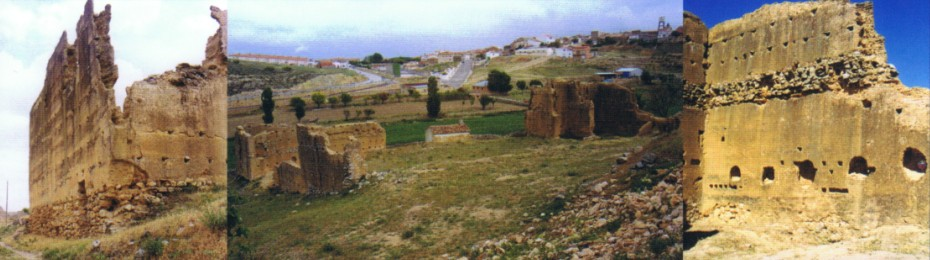
Panorámica del conjunto de Los Casares, en Munera.

El castillo tiene varias partes diferenciadas. En primer lugar, la parte más elevada se encuentra ocupada por el recinto fortificado propiamente dicho, que cuenta al oeste con la muralla ciñendo un espacio de planta ovoide, defendido por el propio muro y torres macizas cuadrangulares. Se ha intervenido recientemente en los lienzos septentrionales del recinto fortificado, comenzándose a restituir el alzado de la muralla, muy deteriorado en esta zona, y consolidando todos los cubos defensivos; asimismo, se ha iniciado la excavación arqueológica en el interior de esta zona, completamente colmatada debido a la realización de tareas agrícolas en tiempos modernos.

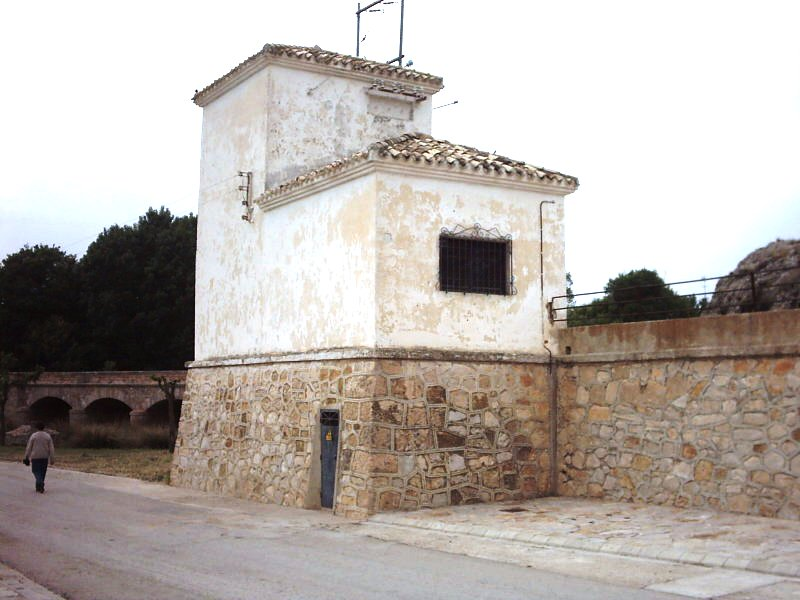
Manantial de La Fuente, en Munera.

Al este del recinto fortificado se encuentra un cuerpo cuadrangular comunicado con este, constituido por los restos de la torre del homenaje, varias entradas al castillo y un patio central a un nivel inferior al del recinto anterior, con el que se comunica a través de un vano en un gran muro norte-sur que divide las dos áreas. En toda esta zona se ha llevado a cabo la excavación arqueológica en extensión, poniendo al descubierto en la parte oriental un acceso abovedado similar al conocido al sur, pero completamente destruido, aunque conserva los restos para encastrar el rastrillo defensivo. Al norte un gran muro de una etapa constructiva muy tardía de la historia del castillo sepulta una rampa de acceso a la torre del homenaje. Esta, ha sido la construcción que ha sido objeto de consolidación de urgencia durante las primeras fases de actuación, dado su estado de conservación, muy precario en aquellos momentos. Únicamente conservaba una parte considerable del muro septentrional y restos muy precarios del resto, aunque ha podido documentarse la existencia de una puerta con arco de medio punto al sur y una plataforma pavimentada sobre el paso abovedado oriental. Más al este y ya extramuros del castillo, se encuentra un edificio de planta rectangular separado de este por un pasillo paralelo a la torre del homenaje, en el que se han realizado tareas de limpieza y consolidación.
El castillo se encuentra rodeado en todo su perímetro, excepto al este, por un muro barbacana de notables dimensiones, muy arrasado, que era visible muy parcialmente en algunos puntos, pero que ha sido completamente exhumado, consolidado y restaurado en la zona nororiental, donde además se han documentado dos nuevos accesos en codo al recinto a través de esta barbacana.
Durante las excavaciones realizadas en la campaña de 2006, se descubrió que rodeando el muro barbacana, en su perímetro exterior, existió un foso del que se tenía indicios desde la campaña anterior, pero sin poder asegurar que fuese así. El dato más interesante de este descubrimiento es que podría proceder de la Edad del Bronce, con lo que sería uno de los pocos yacimientos fortificados de esta época de los que se tiene conocimiento.
Los Casares constituye un conjunto arquitectónico notabilísimo por sus dimensiones y calidad de construcción, conservando en la actualidad lienzos de muros de tapial de cerca de una decena de metros de altura. Su estado de conservación a finales del siglo XX era muy precario, por lo que se ha llevado a cabo una intervención de consolidación ininterrumpida desde 1999. Las excavaciones arqueológicas en el mismo han permitido conocer hasta el momento gran parte de la planta del edificio, que se encontraba sepultada bajo sedimentos modernos, configurándose como un gran conjunto arquitectónico con planta de tendencia rectangular y compartimentación interna en diversas naves en torno a un espacio central.

### Iglesia parroquial de San Sebastián
La iglesia parroquial de San Sebastián, situada en la plaza de la Constitución, es un ejemplo de arquitectura religiosa de estilo gótico, que data de los siglos XV y XVI. Fue declarada Bien de Interés Cultural el 22 de diciembre de 1992 con el número de identificador otorgado por el Ministerio de Cultura de España: RI-51-0007367.

### Ermita de Nuestra Señora de la Fuente
La ermita de Nuestra Señora de la Fuente fue declarada Bien de Interés Cultural el 22 de diciembre de 1992 con el número de identificador otorgado por el Ministerio de Cultura de España: RI-51-0007368.

## Fiestas

### Feria
Se viene celebrando desde 1756, año en que se instituyó en honor a su patrona la Virgen de la Fuente. Esta fiesta siempre ha tenido un calendario fijo, celebrándose los días del 20 al 25 de septiembre. A lo largo del extenso programa de las mismas podemos encontrar actividades para todo tipo de personas, edades y gustos. Cabe destacar el Pórtico Literario, que tiene lugar en el primer día de las fiestas y que convoca a importantes escritores y poetas que dan a conocer sus más destacados trabajos, resultando un gran homenaje literario a Munera.

### Leyenda de laEncantá
El castillo de Munera, que data probablemente de la Edad del Bronce y que fue además fortaleza romana, árabe y cristiana, cuenta también con su correspondiente leyenda que proviene quizás de la Edad Media: la Leyenda de la Encantá. Según cuenta la misma, una bella dama aparece todas las noches de San Juan entre los muros de la torre del homenaje del castillo. Con este motivo, el sábado más próximo a la noche de San Juan se organiza una pintoresca y original fiesta junto al castillo, en la que se representa la leyenda, seguida de fuegos artificiales que darán comienzo a un concierto de grupos de la provincia en honor a la Encantá.

### Fiestas de la Juventud
Se celebran la tercera semana de julio siendo esta como una mini feria para muchos de los visitantes que por el mal tiempo de septiembre eligen estas fechas para visitar y disfrutar Munera. En estas fiestas se corona a la reina y damas de Munera, se entregan los premios de diferentes campeonatos desarrollados durante el verano como el popular futbito, campeonato de fútbol sala entre equipos del municipio que se desarrolla en las pistas de la piscina. Los días grandes de estas fiestas son el sábado y domingo por la mañana, que es cuando se sueltan las vaquillas en la calle Santa Ana, excusa perfecta para enlazar una noche de fiesta con una mañana taurina. El sábado por la noche tiene lugar un concierto en el campo de fútbol y durante toda la semana en la plaza Enrique García Solana podemos disfrutar de actuaciones teatrales, verbenas y muchos espectáculos callejeros.

### San Isidro
Las fiestas en honor a San Isidro se celebran el 15 de mayo, día en el que se hace una romería en la ermita, procesionando la imagen del santo. En la romería se hacen numerosas competiciones como tiro de reja, concurso de carrozas, carrera de sacos, concurso de calderetas, etc. Por la tarde, en el auditorio municipal se entregan los premios de las competiciones y se representan bailes folclóricos tradicionales.

### Jueves Lardero
El jueves anterior al Miércoles de Ceniza se celebra la fiesta de Jueves Lardero. Es tradicional en esta fecha ir a comer o a merendar al campo con familiares o amigos y comer la tradicional mona, que suele tener un huevo en el centro. Se puede decir que este día marca el comienzo del carnaval en Munera porque, a partir de esta fecha, la gente empieza a disfrazarse. Sin embargo, el plato fuerte del carnaval llegará la semana siguiente.

### Carnaval
El carnaval de Munera es, junto con los de La Roda, Villarrobledo y Tarazona de la Mancha, uno de los más antiguos de la provincia de Albacete, alcanzando notoriedad a principios del siglo XX y aunque se perdió hace unos años, se ha vuelto a recuperar. Los acontecimientos más destacados del carnaval de Munera son los tradicionales bailes de máscaras, el entierro de la sardina y el desfile de comparsas.[cita requerida]

### Semana Santa
Aunque la celebración de esta fiesta se viene haciendo desde siempre, la incorporación de cofradías en la celebración de la Semana Santa de Munera se produjo hace escasamente poco más de medio siglo, ya que la cofradía más antigua del municipio se consolidó en 1968. En Munera hay cuatro cofradías (ordenadas por su antigüedad): la de Jesús Nazareno, la de Nuestra Señora de los Dolores y Santísimo Cristo de las Mercedes, la de San Juan Evangelista y la del Cristo de Medinacelli. A pesar de todo, es una fiesta muy arraigada y se está convirtiendo en una de las más destacadas del ciclo festivo anual.